# (21301) Zanin
(21301) Zanin  es un asteroide perteneciente al cinturón de asteroides, descubierto el 22 de noviembre de 1996 por el equipo del Observatorio Astronómico de Farra d´Isonzo desde el propio Observatorio de Farra d´Isonzo, en Italia.

## Designación y nombre
Designado inicialmente como 1996 WE3.
Más adelante fue nombrado en honor a Antonio Zanin (1921-1997) quien fue un empresario italiano respetado, activo en el campo de la ingeniería mecánica y la fabricación, y sus empleadores lo recuerdan claramente por su capacidad para establecer relaciones sinceras y humanas.

## Características orbitales
(21301) Zanin orbita a una distancia media del Sol de 2,285 ua, pudiendo acercarse hasta 2,078 ua y alejarse hasta 2,492 ua. Tiene una excentricidad de 0,091 y una inclinación orbital de 5,381 grados. Emplea en completar una órbita alrededor del Sol 1261,58 días.

## Características físicas
Su magnitud absoluta es 14,78.